# Come un pittore
Come un pittore è un singolo dei Modà, estratto dal loro quarto album Viva i romantici del 2011. Vede la collaborazione del gruppo spagnolo Jarabe de Palo.

## Descrizione
Il singolo è stato pubblicato il 6 aprile 2012 in contemporanea con l'uscita dell'omonimo libro Come un pittore di Kekko Silvestre, cantante del gruppo.
A proposito del brano, il leader dei Modà rivela:
(Francesco Silvestre)
Il 5 giugno sul canale YouTube degli Jarabedepalo viene pubblicata una versione totalmente in spagnolo. Il 22 giugno tramite il loro canale ufficiale YouTube pubblicano una nuova (quarta) versione del brano con delle parti in spagnolo e delle parti in italiano. Il giorno successivo questa Italian-Spanish Version è stata resa disponibile per il download digitale ed entra in rotazione radiofonica.
A giugno il brano viene certificato disco d'oro per le oltre 15 000 copie vendute, mentre a metà luglio ottiene il primo disco di platino e a fine ottobre il secondo.
Esiste anche una versione da solista del brano cantata solamente dai Modà e contenuta nel loro album Viva i romantici.

## Video musicale
Lo stesso giorno della pubblicazione del singolo esce il relativo videoclip promozionale, che vede la partecipazione di Pau Donés, cantante dei Jarabedepalo.
Il videoclip è stato girato in parte su una spiaggia di Campagnola  (frazione di Malcesine), sul Lago di Garda e in parte in studio durante le registrazioni con Pau, ed è stato prodotto dalla Run Multimedia con la regia di Gaetano Morbioli.

## Il libro
Come un pittore è anche il titolo del libro di Kekko Silvestre pubblicato l'8 maggio da Sperling & Kupfer. Il libro racconta la storia dei Modà, che dopo anni di gavetta sono riusciti ad avverare il loro sogno e portare la loro musica a tutti. Kekko ripercorre la storia della band, le scorribande su e giù per l'Italia, le litigate furiose e gli slanci di amicizia.

## Tracce
Versione standard
1. Come un pittore (feat. Jarabedepalo) – 3:54

Versione italospagnola
1. Come un pittore (feat. Jarabedepalo) [Italian & Spanish Version] – 3:54

Versione spagnola
1. Como un pintor (feat. Jarabedepalo) [Spanish Version] – 3:54

## Classifiche
| Classifica (2012) | Posizione massima |
| ----------------- | ----------------- |
| Italia            | 2                 |

### Classifiche di fine anno
| Classifica (2012) | Posizione |
| ----------------- | --------- |
| Italia            | 16        |